# アレクサンドラ・シルク
アレクサンドラ・シルク（Alexandra Silk、1963年9月19日 - ）は、アメリカ合衆国ニューヨーク州ロングアイランド出身のポルノ女優。

## 来歴
アレクサンドラ・シルクはニューヨーク州立大学オールバニ校を卒業後、ラスベガスのストリッパーとして、アダルト・エンターテインメント産業で働き始めた。ストリッパーとして活動中、彼女はポルノ映画界に入るきっかけを与えたポルノスターのジェナ・ジェイムソンに出会った。彼女はハリウッドに行き、ロン・ジェレミーに会った。彼はシルクを俳優、監督、プロデューサーと順を追って紹介した。
シルクは350本以上のポルノ映画に出演する一方で、ミュージック・ビデオやPlayboyTVのシチュエーション・コメディ、「セックス法廷 (Sex Court)」などのテレビ番組、テレビコマーシャル、一般映画にも出演した。印刷媒体では雑誌、特にPLAYBOY、ヴォーグ、Maximのグラビアを飾った事で知られる。
彼女は1999年12月31日にポルノ男優のリュック・ワイルダー (Luc Wylder) と結婚している。

## 受賞歴
- 2008年 AVN殿堂[3]

### ノミネート
- 1999年 XRCO Unsung Siren（歌わないセイレーン）[4]

- 2000年 AVN 年間最優秀女優[5]

- 2002年 AVN 最優秀アナルセックスシーン（映画） - 『Taken』（ハーシェル・サヴェージと）[6]

- 2004年 AVN 最優秀主演女優（ビデオ） - 『Stud Hunters』[7]